# イカゲーム (子供の遊び)
イカゲーム（英: squid, ojingeo, 朝: 오징어）は、朝鮮半島の遊戯である。韓国では1970年代から1980年代に小学生の間で流行したが、衣服の損傷や裂傷、脱臼などの怪我も多発し、教育委員会が禁止した地域も多く衰退した。
Netflixのテレビシリーズ『イカゲーム』によって海外でも知られるようになったが、韓国内では廃れた歴史を持つことから、韓国人であってもテレビシリーズを視聴するまでイカゲームを知らなかった世代もある。

## 名称
地面に描いたフィールドはイカの姿を呈する。Squid gaisanまたはsquid takkariという地域的変異（ローカルルール）が存在する。ゲームの名称としては「イカ(오징어)」が最も一般的だが、地域によって「イカ牛車」、「イカピーナッツ」、「イカ陸軍」、「イカ砲」などと呼ばれる。
一部地域で日本語由来の「スルメ」と称することから日本発祥説もあるが、「日本に同様の遊びはない。日本の併合時代の残滓として、名称だけが日本語で呼ばれたと推測される」との指摘がみられる。

## 遊び方
多人数が攻撃と守備に分かれて争うゲームで、「攻撃側が攻撃目的を完遂する」または「相手陣営の参加者をすべて排除する」のいずれかの成立により、勝利が決まる。
地面に競技陣を描き、攻撃と守備は陣地とするハウス（朝: 집）を定める。先端部の円形領域は攻撃側陣地、下部の長方形領域は守備側陣地、中間の三角形領域は両者に属さない。
攻撃
- ハウスから出てフィールドの外部を通り、線が開いている部分からフィールドに入る。
- 次にフィールド内部を通ってハウスへ戻る。この際は片足で移動しなければいけないが、いったんプロモーション・エリアと呼ばれる領域（図の「4」）を飛び越えた後は両足を使用できる。

守備
- 攻撃側のプレイヤーを押し出してゲームから脱落させることができる。フィールドの内部にいるプレイヤーを図中「5」の領域へ押し出すか、プロモーション・エリアを飛び越えようとしているプレイヤーを中立地帯へ押し戻すことで成立する。
- フィールドから押し出された守備側のプレイヤーは、ゲームから脱落する。攻撃側も守備側プレイヤー全員を押し出して勝つことができる。

地域やプレイヤーのグループにより、多数のローカルルールが見られる。上記ルール以外に「ルール無用」の要素が多く、服を掴んで引っ張ったり押し合ったり取っ組み合いになったりするなど、韓国の子供の遊びの中では非常に激しい内容として知られる。